# Cristín Granados
Cristín Yorleny Granados Gómez (* 19. August 1989 in San Rafael, Oreamuno) ist eine costa-ricanische Fußballspielerin.

## Karriere

### Vereine
Nachdem sie in ihrer Jugend bis 2010 bei Arenal de Coronado spielte (dort wurde sie in den Jahren 2007 und 2008 jeweils Torschützenkönigin), ging sie zum Studieren in die USA und war hier von 2011 bis 2012 für die VCU Rams aktiv. Im Jahr 2013 war sie dann auch nochmal bei den South Florida Bulls aktiv. Nach ihrer Zeit am College kehrte sie in ihre Heimat zurück und schloss sich Saprissa FF an. Bereits in ihrem ersten Jahr hier half sie mit ihrem 1:0-Siegtreffer gegen AD Moravia die zweite Meisterschaft der Mannschaft einzutüten.
Mitte 2016 verließ sie schließlich Saprissa, um sich dem sonstigen Rivalen Moravia anzuschließen. Hier gewann sie mit dem Team dann auch nochmal die Meisterschaft. Im Jahr 2017 erreichte sie mit ganzen 22 Toren hier dann auch nochmal den Titel der Torschützenkönigin der Liga.
Im Jahr 2018 wechselte sie schließlich nach Kolumbien, wo sie nun für Atlético Junior aktiv war. Hier war sie aber quasi gar nicht aktiv, weil sie direkt nach Spanien zu CD Tacon transferiert wurde. Mit diesen gelang ihr am Ende der Saison 2018/19 dann schlussendlich auch der Aufstieg in die erste Liga. Nach der Spielzeit verließ sie die Spanierinnen allerdings wieder und kehrte noch einmal zu Moravia zurück, für welche sie noch einmal bis Ende 2021 spielte. Seit Anfang 2022 steht sie nun beim Sporting FC unter Vertrag.

### Nationalmannschaft
Ihr erstes bekanntes Spiel für die costa-ricanische Nationalmannschaft bestritt Granados bei der Qualifikation für das Turnier Olympischen Spiele 2008 am 4. April 2008 bei einem 2:2 gegen Trinidad und Tobago. Dort erzielte sie in der 90. Minute noch das schlussendliche Tor zum späteren Endstand, was der Mannschaft zumindest noch ein Unentschieden sicherte. Ihr erstes Turnier war dann der Gold Cup 2010. Auch bei der Qualifikation für die Olympischen Spiele 2012 war sie dann im Einsatz. Beim Gold Cup 2014 erreichte sie mit ihrem Team das Finale unterlag dort aber den USA. Im selben Jahr nahm sie mit ihrer Mannschaft dann auch noch an den Zentralamerika- und Karibikspielen 2014 teil. Ihre erste Teilnahme an einer Weltmeisterschaft gelang ihr dann bei der Ausgabe im Jahr 2015, wo sie auch in allen drei Spielen eingesetzt wurde. Kurz nach diesem Turnier, folgte dann auch noch eine Teilnahme an den Panamerikanischen Spielen 2015. Im folgenden Jahr kam sie mit ihrer Mannschaft in das Halbfinale der Olympia-Qualifikation, verlor aber mit 1:3 gegen Kanada.
In den nächsten Jahren folgten für Granados ab Juli 2016 zunächst nur noch Freundschaftsspieleinsätze. Erst im Juli 2018 kam dann mit den Zentralamerika- und Karibikspielen 2018 wieder ein neues Turnier dazu. Beim Gold Cup 2018 schied sie mit ihrem Team dann sogar in der Gruppenphase bereits aus. In der W Championship 2022 ging es zumindest wieder bis ins Halbfinale, wobei sie hier wieder gegen die USA ausschied. Damit gelang aber zumindest wieder die Qualifikation für eine Weltmeisterschaft.
Im Juli 2023 wurde Granados für den Kader der Weltmeisterschaft 2023 nominiert.